# Campionati mondiali di nuoto in vasca corta 2018 - Staffetta 4x100 metri stile libero maschile
La staffetta 4x100 metri stile libero maschile ai campionati mondiali di nuoto in vasca corta di Hangzhou  2018 si è svolta l'11 dicembre 2018, presso lo Hangzhou Sports Park Stadium.

## Risultati

### Batterie
Le batterie si sono svolte l'11 dicembre 2018, alle 12:37.
| Class | Gruppo | Corsia | Nazione       | Atleti                                                                                              | Tempo   | Note             |
| ----- | ------ | ------ | ------------- | --------------------------------------------------------------------------------------------------- | ------- | ---------------- |
| 1     | 1      | 4      | Russia        | Evgenij Rylov (46.09) Ivan Kuzmenko (46.58) Michail Vekoviščev (46.32) Ivan Girev (46.17)           | 3:05.16 | Q                |
| 2     | 1      | 7      | Brasile       | Matheus Santana (47.41) Marcelo Chierighini (46.52) Breno Correia (45.32) César Cielo Filho (46.45) | 3:05.70 | Q,               |
| 3     | 1      | 6      | Stati Uniti   | Ryan Held (45.82) Kyle de Coursey (46.92) Michael Jensen (46.41) Matt Grevers (46.57)               | 3:05.72 | Q                |
| 4     | 2      | 3      | Italia        | Santo Condorelli (47.23) Lorenzo Zazzeri (46.99) Davide Nardini (47.44) Alessandro Miressi (46.52)  | 3:08.18 | Q                |
| 5     | 1      | 5      | Giappone      | Katsumi Nakamura (46.54) Kaiya Seki (47.38) Kosuke Matsui (47.18) Fuyu Yoshida (47.16)              | 3:08.26 | Q                |
| 6     | 2      | 4      | Australia     | Louis Townsend (47.03) Alexander Graham (46.94) Jack Gerrard (46.97) Thomas Fraser-Holmes (47.62)   | 3:08.56 | Q                |
| 7     | 2      | 2      | Bielorussia   | Yauhen Tsurkin (47.85) Hryhory Pekarski (47.45) Mikita Tsmyh (48.81) Artsiom Machekin (47.41)       | 3:11.52 | Q,               |
| 8     | 2      | 5      | Cina          | Hou Yujie (48.34) Cao Jiwen (47.48) He Junyi (48.17) Yu Hexin (47.98)                               | 3:11.97 | Q                |
| 9     | 2      | 6      | Turchia       | Hüseyin Emre Sakçı (47.97) Iskender Baslakov (48.28) Yalım Acımış (48.46) Kemal Arda Gürdal (47.55) | 3:12.26 | Record nazionale |
| 10    | 1      | 2      | Portogallo    | Miguel Nascimento (47.61) Gabriel Lopes (48.14) Diogo Carvalho (50.33) Alexis Santos (49.48)        | 3:15.56 | Record nazionale |
| 11    | 2      | 7      | Nuova Zelanda | Daniel Hunter (48.06) Andrew Jeffcoat (48.92) Matthew Hyde (50.50) Wilrich Coetzee (48.98)          | 3:16.46 |                  |
| 12    | 1      | 3      | Taipei cinese | Lin Chien-liang (49.46) Huang Yen-hsin (49.00) Chuang Mu-lun (48.84) An Ting-yao (49.31)            | 3:16.61 |                  |
| 13    | 2      | 1      | Bulgaria      | Yordan Yanchev (49.02) Svetlozar Nikolov (49.88) Kaloyan Bratanov (50.10) Antani Ivanov (50.51)     | 3:19.51 | Record nazionale |

### Finale
La finale si è svolta l'11 dicembre 2018, alle 20:52.
| Class   | Corsia | Nazione     | Atleti                                                                                              | Tempo   | Note                |
| ------- | ------ | ----------- | --------------------------------------------------------------------------------------------------- | ------- | ------------------- |
| Oro     | 3      | Stati Uniti | Caeleb Dressel (45.66) Blake Pieroni (45.75) Michael Chadwick (45.86) Ryan Held (45.76)             | 3:03.03 | Record mondiale     |
| Argento | 4      | Russia      | Vladislav Grinëv (46.38) Sergey Fesikov (46.21) Vladimir Morozov (45.06) Kliment Kolesnikov (45.46) | 3:03.11 | Record europeo      |
| Bronzo  | 5      | Brasile     | Matheus Santana (46.83) Marcelo Chierighini (46.37) César Cielo Filho (46.34) Breno Correia (45.61) | 3:05.15 | Record sudamericano |
| 4       | 6      | Italia      | Santo Condorelli (46.76) Alessandro Miressi (46.03) Marco Orsi (46.41) Lorenzo Zazzeri (46.00)      | 3:05.20 | Record nazionale    |
| 5       | 7      | Australia   | Cameron McEvoy (46.28) Louis Townsend (46.85) Jack Gerrard (46.86) Alexander Graham (46.50)         | 3:06.49 |                     |
| 6       | 2      | Giappone    | Katsumi Nakamura (46.22 ) Kaiya Seki (46.87) Kosuke Matsui (46.92) Fuyu Yoshida (47.86)             | 3:07.87 |                     |
| 7       | 8      | Cina        | Hou Yujie (48.09) Cao Jiwen (46.96) He Junyi (47.54) Yu Hexin (47.96)                               | 3:10.55 | Record nazionale    |
| 8       | 1      | Bielorussia | Yauhen Tsurkin (47.76) Hryhory Pekarski (47.07) Viktar Staselovich (48.33) Artsiom Machekin (47.43) | 3:10.59 | Record nazionale    |